# Казирате д'Ада
Казира̀те д'А̀да (на италиански: Casirate d'Adda; на ломбардски: Casirà, Казира) е малкло градче и община в Северна Италия, провинция Бергамо, регион Ломбардия. Разположено е на 117 m надморска височина. Населението на общината е 4097 души (към 2017 г.).